# Benins Davis Cup-lag
Benin Davis Cup-lag styrs av Benin lawntennisförbund och representerar Benin i tennisturneringen Davis Cup, tidigare International Lawn Tennis Challenge. Benin debuterade i sammanhanget 1993, och slutade på sjätte plats i Grupp III 1999.